# يو إف سي 138
يو إف سي 138: ليبن ضد مونيوز (بالإنجليزية: UFC 138: Leben vs. Muñoz)‏ هو حدث لفنون القتال المختلطة نظمته يو إف سي، أُقيم في 5 نوفمبر 2011، على إل جي أرينا في برمنغهام، المملكة المتحدة.